# Maxmilián II. Bavorský

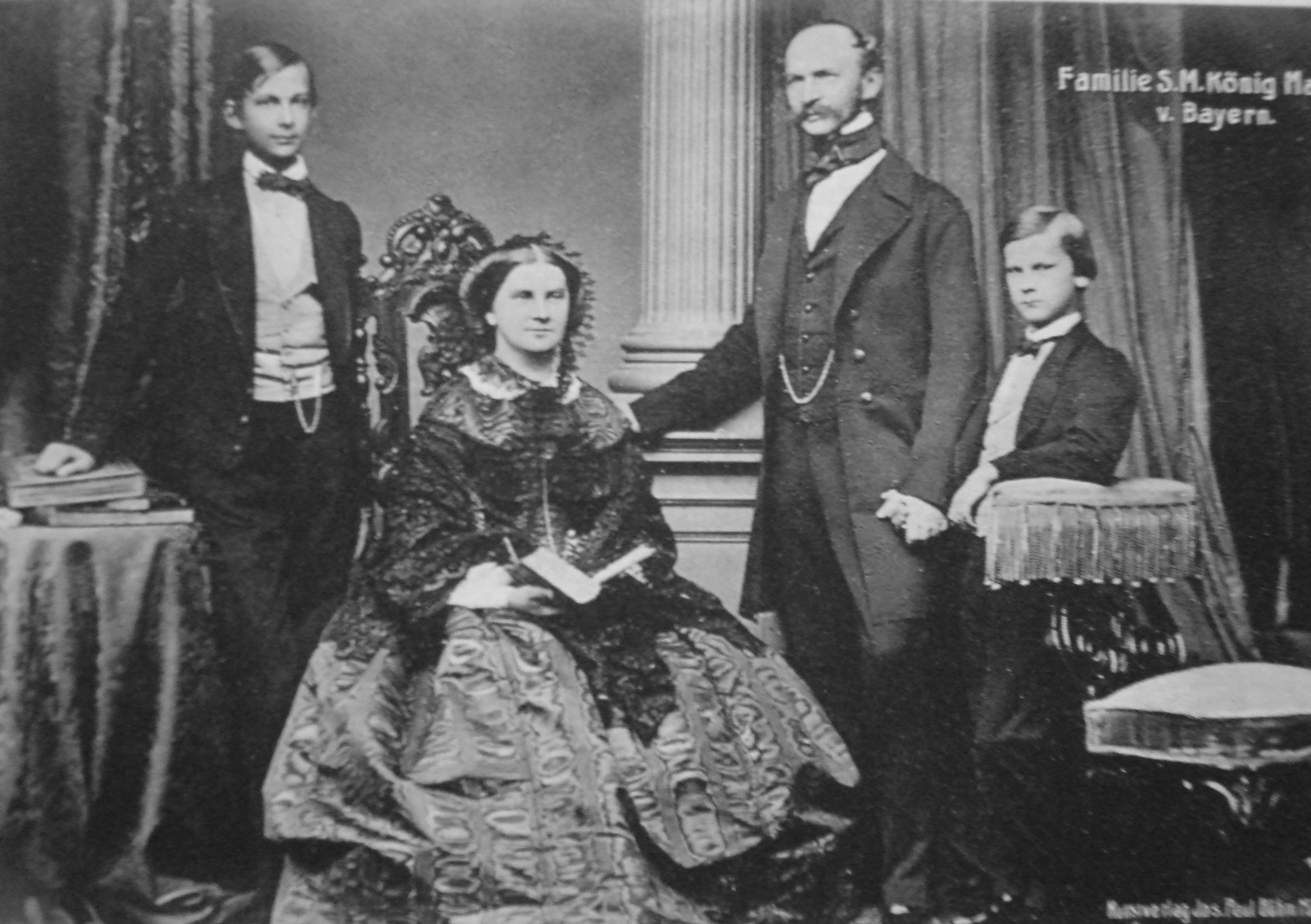
Maxmilián II. s rodinou

Maxmilián II. Josef Bavorský (28. listopadu 1811, Mnichov – 10. března 1864, Mnichov) byl bavorský král v letech 1848 až 1864 a pocházel z rodu Wittelsbachů.

## Původ
Maxmilián se narodil jako prvorozené dítě bavorského následnického páru, jejichž sňatek se uskutečnil 12. října 1810 v Mnichově. Jeho otec Ludvík se roku 1825 stal druhým bavorským králem. Matkou byla Tereza, dcera saského vévody Fridricha a jeho manželky Šarloty Meklenburské. Měl osm sourozenců, z nichž pouze sestra Tea Šarlota zemřela v dětském věku; tři z nich uzavřeli sňatky s příslušníky habsbursko-lotrinského domu.

## Sourozenci
- Matilda Karolína (1813–1862)
- Thea Šarlota Luisa (1816–1817)
- Luitpold (1821–1912)
- Adéla Augusta Šarlota (1823–1914)
- Hildegarda Louisa Šarlota (1825–1864)
- Alexandra Amálie (1826–1875)
- Vojtěch Vilém (1828–1875)

Jeho sestřenicemi byly např. švédská a norská královna Joséphine (1807–1876) či brazilská císařovna Amélie (1812–1873).

## Život
Když bylo Maxmiliánovi 21 let, koupil zříceninu zámku Hohenschwangau, který nechal znovu vystavět. Hohenschwangau se později stal vzorem pro pohádkové zámky jeho syna Ludvíka II.
Korunní princ Maxmilián se 12. října 1842 oženil s pruskou princeznou Marií Frederikou, dcerou pruského generála Viléma (syn pruského krále Fridricha Viléma II.) a jeho manželky lankraběnky Marie Anny, s níž měl dva syny.
V revolučním roce 1848, po abdikaci svého otce Ludvíka I., se stal dalším bavorským králem.
Maxmiliána velmi ovlivnilo pojetí dějin významných německých učenců Friedricha Schellinga a Leopolda Rankeho. V roce 1852 založil Nadaci Maximilianeum, která sloužila nadaným bavorským studentům, a sídlila v mnichovském Maximilianeu, což je dnešní sídlo bavorského parlamentu.

## Děti
Maxmiliánova manželka Marie Frederika darovala život dvěma synům a oba byli duševně nevyrovnaní:
- Ludvík II. Bavorský (25. srpna 1845 – 13. června 1886), bavorský král od roku 1864 až do své smrti, zemřel svobodný a bezdětný
- Ota I. Bavorský (27. dubna 1848 – 11. října 1916), bavorský král. Nikdy skutečně nevládl. V roce 1872 bylo lékaři konstatováno, že Ota je duševně narušený. Trpěl úzkostnými stavy a depresemi. Od roku 1873 žil většinou v izolaci a pod lékařským dohledem. Králem se stal po smrti svého bratra Ludvíka II. Bavorského v roce 1886. Vládu za Otu vykonával nejprve princ-regent Luitpold a po jeho smrti Luitpoldův syn Ludvík, který se nechal 5. ledna 1913 prohlásit za krále Ludvíka III. Bavorského. Až do Otovy smrti v roce 1916 tak mělo Bavorsko dva krále. Ota zemřel svobodný a bezdětný.

## Tituly a oslovení
- 28. listopadu 1811 – 13. října 1828: Jeho Královská Výsost princ Maxmilián Bavorský
- 13. října 1828 – 20. března 1848: Jeho Královská Výsost korunní princ Maxmilián Bavorský
- 20. března 1848 – 10. března 1864: Jeho Veličenstvo bavorský král

## Galerie

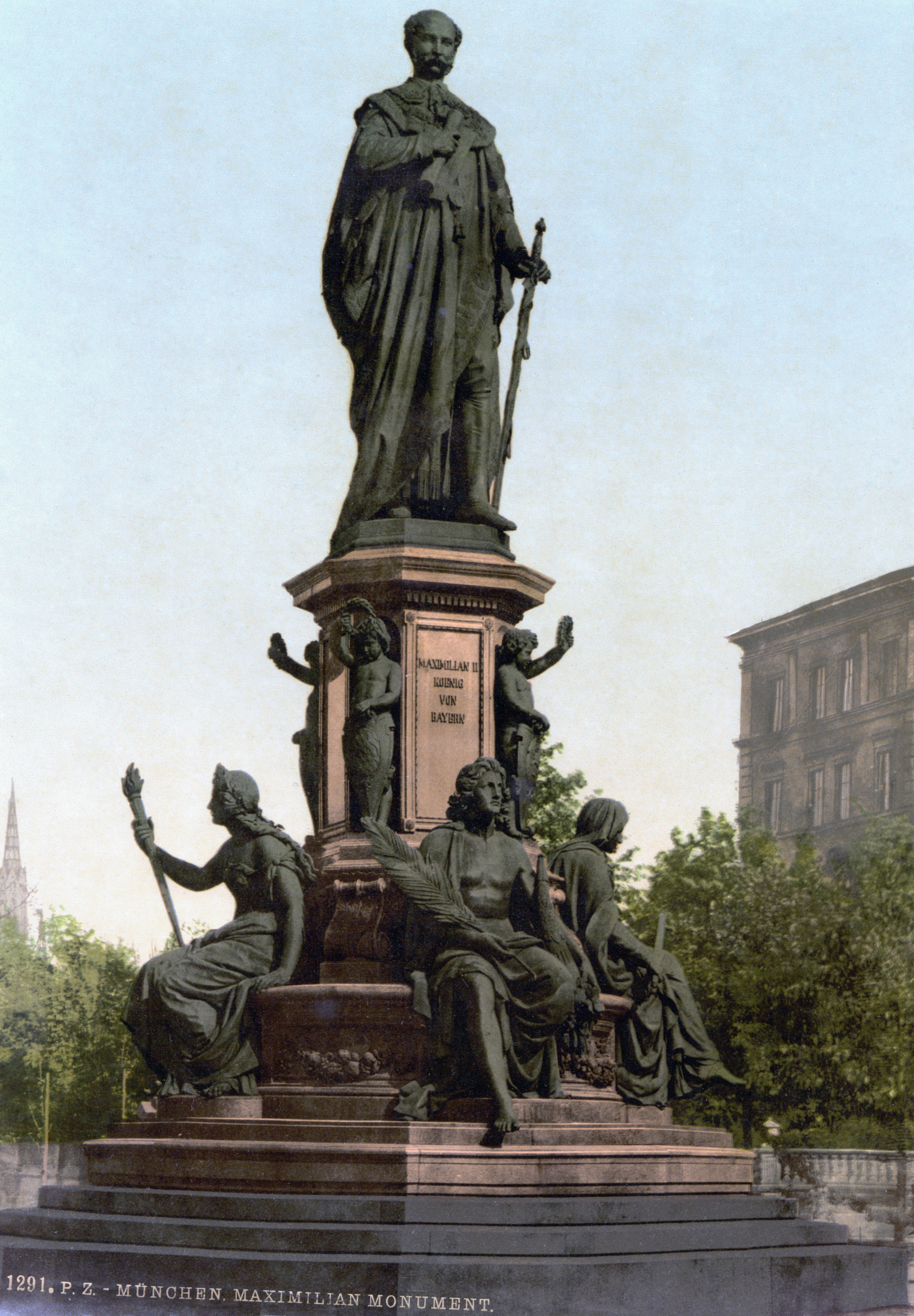
Maxmiliánova socha v Mnichově
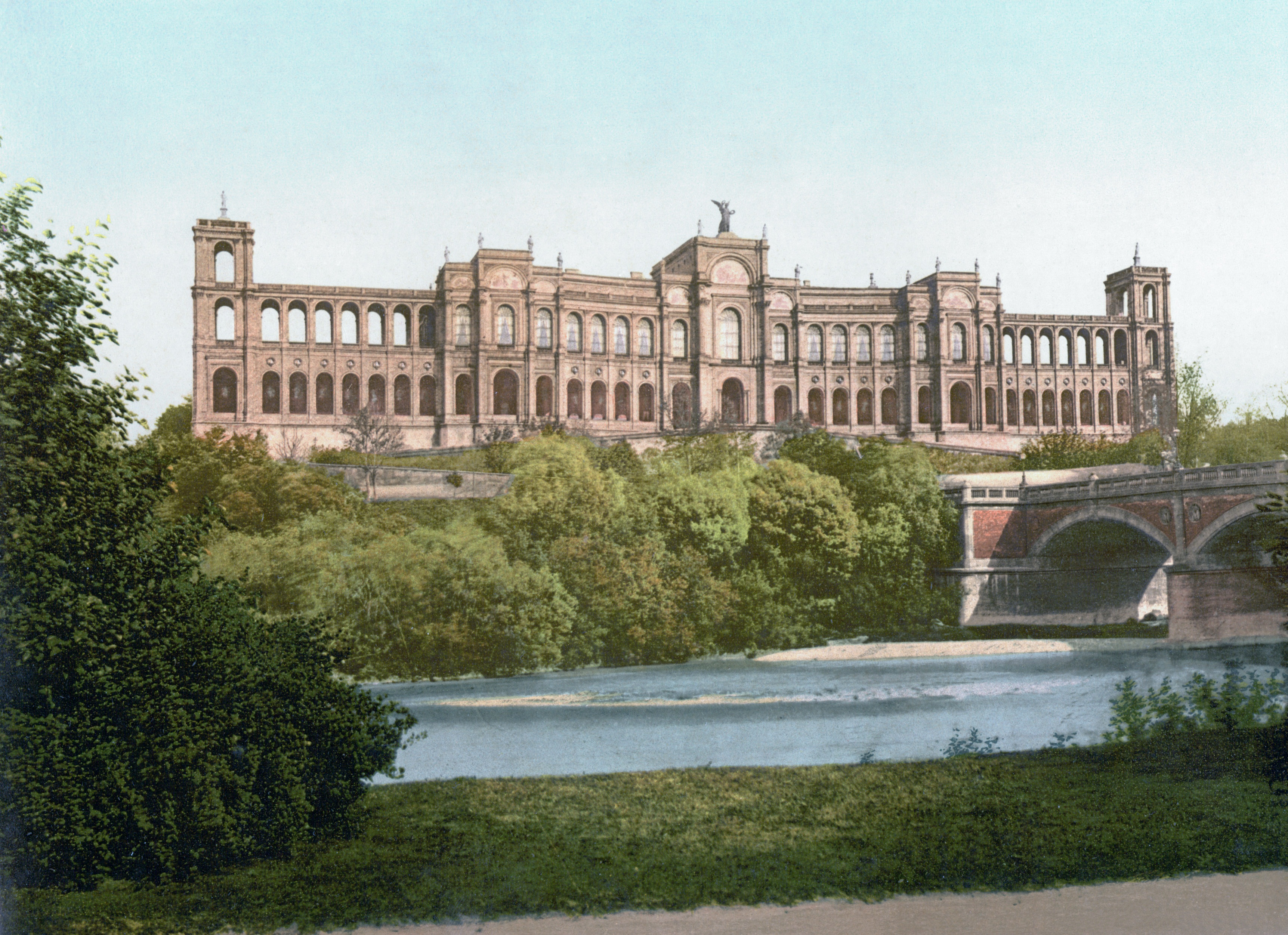
Maximilianeum
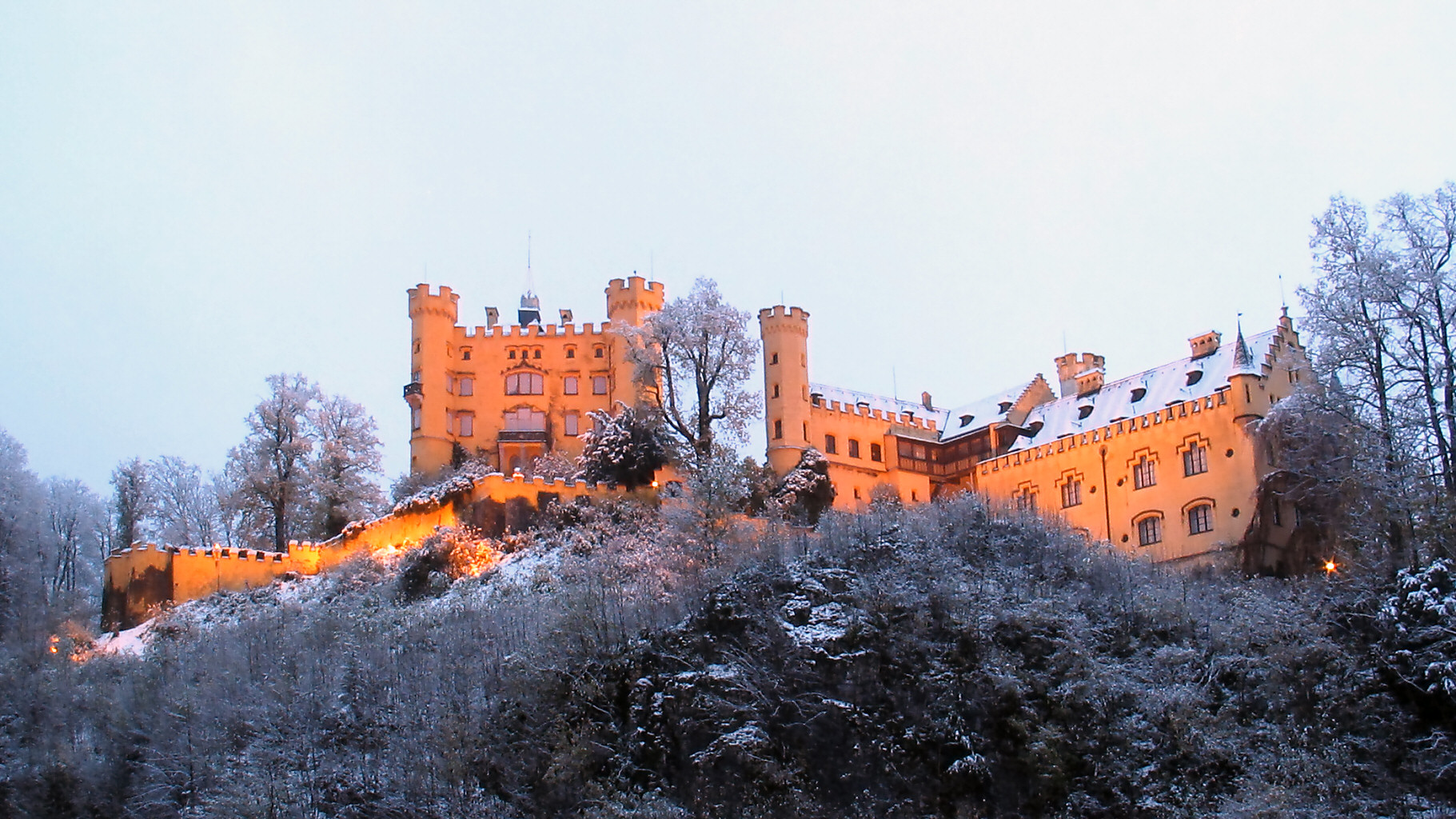
Zámek Hohenschwangau
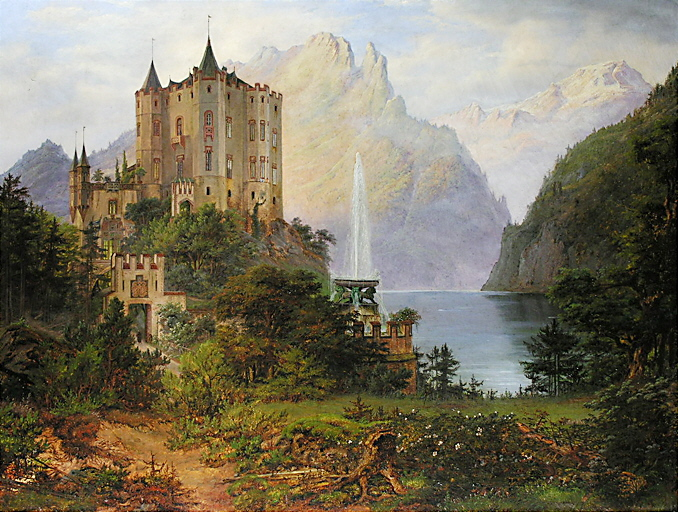
Zámek Hohenschwangau v roce 1843

## Vývod z předků
|                        |                                                            |  |                                             |                                                                             |  |  |  |  |  |  |  | Kristián III. Falcko-Birkenfeldský |
|                        |                                                            |  |                                             |                                                                             |  |  |  |  |  |  |  |                                    |
|                        | Fridrich Michal Falcko-Zweibrückenský                      |  |                                             |                                                                             |  |  |  |  |  |  |  |                                    |
|                        |                                                            |  |                                             |                                                                             |  |  |  |  |  |  |  |                                    |
|                        |                                                            |  |                                             | Karolína Nasavsko-Saarbrückenská                                            |  |  |  |  |  |  |  |                                    |
|                        |                                                            |  |                                             |                                                                             |  |  |  |  |  |  |  |                                    |
|                        | Maxmilián I. Josef Bavorský                                |  |                                             |                                                                             |  |  |  |  |  |  |  |                                    |
|                        |                                                            |  |                                             |                                                                             |  |  |  |  |  |  |  |                                    |
|                        |                                                            |  |                                             | Josef Karel Sulzbašský                                                      |  |  |  |  |  |  |  |                                    |
|                        |                                                            |  |                                             |                                                                             |  |  |  |  |  |  |  |                                    |
|                        | Marie Františka Falcko-Sulzbašská                          |  |                                             |                                                                             |  |  |  |  |  |  |  |                                    |
|                        |                                                            |  |                                             |                                                                             |  |  |  |  |  |  |  |                                    |
|                        |                                                            |  |                                             | Alžběta Augusta Falcko-Neuburská                                            |  |  |  |  |  |  |  |                                    |
|                        |                                                            |  |                                             |                                                                             |  |  |  |  |  |  |  |                                    |
|                        | Ludvík I. Bavorský                                         |  |                                             |                                                                             |  |  |  |  |  |  |  |                                    |
|                        |                                                            |  |                                             |                                                                             |  |  |  |  |  |  |  |                                    |
|                        |                                                            |  |                                             | Ludvik VIII. Hesensko-Darmstadtský                                          |  |  |  |  |  |  |  |                                    |
|                        |                                                            |  |                                             |                                                                             |  |  |  |  |  |  |  |                                    |
|                        | Jiří Vilém Hesensko-Darmstadtský                           |  |                                             |                                                                             |  |  |  |  |  |  |  |                                    |
|                        |                                                            |  |                                             |                                                                             |  |  |  |  |  |  |  |                                    |
|                        |                                                            |  |                                             | Šarlota z Hanau-Lichtenbergu                                                |  |  |  |  |  |  |  |                                    |
|                        |                                                            |  |                                             |                                                                             |  |  |  |  |  |  |  |                                    |
|                        | Augusta Vilemína Marie Hesensko-Darmstadtská               |  |                                             |                                                                             |  |  |  |  |  |  |  |                                    |
|                        |                                                            |  |                                             |                                                                             |  |  |  |  |  |  |  |                                    |
|                        |                                                            |  |                                             | Kristián Karel Reinhard Leiningensko-Dachsbursko-Falkenbursko-Heidesheimský |  |  |  |  |  |  |  |                                    |
|                        |                                                            |  |                                             |                                                                             |  |  |  |  |  |  |  |                                    |
|                        | Marie Luisa Albertina Leiningensko-Falkenbursko-Dagsburská |  |                                             |                                                                             |  |  |  |  |  |  |  |                                    |
|                        |                                                            |  |                                             |                                                                             |  |  |  |  |  |  |  |                                    |
|                        |                                                            |  |                                             | Kateřina Polyxena Solms-Rödelheimská                                        |  |  |  |  |  |  |  |                                    |
|                        |                                                            |  |                                             |                                                                             |  |  |  |  |  |  |  |                                    |
| Maxmilián II. Bavorský |                                                            |  |                                             |                                                                             |  |  |  |  |  |  |  |                                    |
|                        |                                                            |  |                                             |                                                                             |  |  |  |  |  |  |  |                                    |
|                        |                                                            |  | Arnošt Fridrich II. Sasko-Hildburghausenský |                                                                             |  |  |  |  |  |  |  |                                    |
|                        |                                                            |  |                                             |                                                                             |  |  |  |  |  |  |  |                                    |
|                        | Arnošt Fridrich III. Sasko-Hildburghausenský               |  |                                             |                                                                             |  |  |  |  |  |  |  |                                    |
|                        |                                                            |  |                                             |                                                                             |  |  |  |  |  |  |  |                                    |
|                        |                                                            |  |                                             | Karolína Erbašsko-Fürstenauská                                              |  |  |  |  |  |  |  |                                    |
|                        |                                                            |  |                                             |                                                                             |  |  |  |  |  |  |  |                                    |
|                        | Fridrich Sasko-Altenburský                                 |  |                                             |                                                                             |  |  |  |  |  |  |  |                                    |
|                        |                                                            |  |                                             |                                                                             |  |  |  |  |  |  |  |                                    |
|                        |                                                            |  |                                             | Arnošt August I. Sasko-Výmarsko-Eisenašský                                  |  |  |  |  |  |  |  |                                    |
|                        |                                                            |  |                                             |                                                                             |  |  |  |  |  |  |  |                                    |
|                        | Ernestina Sasko-Výmarská                                   |  |                                             |                                                                             |  |  |  |  |  |  |  |                                    |
|                        |                                                            |  |                                             |                                                                             |  |  |  |  |  |  |  |                                    |
|                        |                                                            |  |                                             | Žofie Šarlota Braniborsko-Bayreuthská                                       |  |  |  |  |  |  |  |                                    |
|                        |                                                            |  |                                             |                                                                             |  |  |  |  |  |  |  |                                    |
|                        | Tereza Sasko-Hildburghausenská                             |  |                                             |                                                                             |  |  |  |  |  |  |  |                                    |
|                        |                                                            |  |                                             |                                                                             |  |  |  |  |  |  |  |                                    |
|                        |                                                            |  |                                             | Karel Ludvík Fridrich Meklenbursko-Střelický                                |  |  |  |  |  |  |  |                                    |
|                        |                                                            |  |                                             |                                                                             |  |  |  |  |  |  |  |                                    |
|                        | Karel II. Meklenbursko-Střelický                           |  |                                             |                                                                             |  |  |  |  |  |  |  |                                    |
|                        |                                                            |  |                                             |                                                                             |  |  |  |  |  |  |  |                                    |
|                        |                                                            |  |                                             | Alžběta Sasko-Hildburghausenská                                             |  |  |  |  |  |  |  |                                    |
|                        |                                                            |  |                                             |                                                                             |  |  |  |  |  |  |  |                                    |
|                        | Šarlota Georgina Meklenbursko-Střelická                    |  |                                             |                                                                             |  |  |  |  |  |  |  |                                    |
|                        |                                                            |  |                                             |                                                                             |  |  |  |  |  |  |  |                                    |
|                        |                                                            |  |                                             | Jiří Vilém Hesensko-Darmstadtský                                            |  |  |  |  |  |  |  |                                    |
|                        |                                                            |  |                                             |                                                                             |  |  |  |  |  |  |  |                                    |
|                        | Frederika Hesensko-Darmstadtská                            |  |                                             |                                                                             |  |  |  |  |  |  |  |                                    |
|                        |                                                            |  |                                             |                                                                             |  |  |  |  |  |  |  |                                    |
|                        |                                                            |  |                                             | Marie Luisa Albertina Leiningensko-Falkenbursko-Dagsburská                  |  |  |  |  |  |  |  |                                    |
|                        |                                                            |  |                                             |                                                                             |  |  |  |  |  |  |  |                                    |